# Nord SS.11
De SS.11 (missile sol-sol type 11 (NL: grond-grondraket type 11 )) is een Frans eerste-generatie draadgeleid MCLOS antitank raketsysteem dat in 1953 werd ontwikkeld door het Franse bedrijf Nord-Aviation. De versie die vanaf vliegtuigen en helikopters wordt gelanceerd heet AS.12 (missile air-sol type 12 (nl: lucht-grondraket type 12 )
De ontwikkeling van de Nord-5210, een verbeterde en zwaardere versie van de draagbare Nord SS.10 (Nord-5203), begon in 1953. De raket was bedoeld voor gebruik vanaf voertuigen, schepen en helikopters. Het wapen werd als SS.11 ingevoerd bij de Franse strijdkrachten in 1956. Het werd onder andere gemonteerd op de Alouette II en was daarmee de eerste op een helikopter gemonteerde antitankraket ter wereld.
De massaproductie, die in 1954 begon, eindigde in 1984, nadat zo'n 182.273 exemplaren voor meer dan twintig landen waren gebouwd. De SS.11 is ook onder licentie vervaardigd in India, Duitsland en de Verenigde Staten

## Werking
Bij de lancering brandt de SNPE-startmotor (booster), met twee uitgangen aan de zijkant van het raketlichaam, 1,2 seconden, waarna de Sophie-vluchtmotor, met een enkele uitlaat aan de achterkant van het raketlichaam, 20 seconden brandt
Na de lancering moest de schutter de raket handmatig naar het doel leiden met een joystick. Om dit te kunnen doen waren er in de staart van de raket twee sets lampjes bevestigd.
Vanwege de handmatige geleiding moest de operator eerst de raket onder controle krijgen en deze in zijn gezichtsveld richting het doel brengen. Daarom was het bestrijden van doelen op korte afstand lastig, maar de nauwkeurigheid op meer dan 500 meter was goed tot uitstekend voor een goed opgeleide operator.
De SS.11 wordt tijdens de vlucht bestuurd door stuwstraalbesturing (SSB) (fr: contrôle du vecteur de poussée (CVP), en: thrust vector control (TVC), de: Schubvektorsteuerung (SVS)), een indertijd uniek systeem dat door Nord ontwikkeld werd voor de eerste Franse lucht-luchtraket, de AA.20. Bij dit systeem bevinden zich vier klepjes rond de uitlaat van de raket, die bij een stuurcommando kortstondig in de stuwstraal klappen, waardoor de raket in die richting beweegt. Omdat de raket tijdens de vlucht langzaam ronddraait door de vier enigszins schuin staande vinnen, beschikt ze over een gyroscoop die de relatieve oriëntatie van de raket ten opzichte van de grond bepaalt (dat wil zeggen: tijdens het ronddraaien van de raket bijhoudt wat boven, beneden, links en rechts is). Vergeleken met eerdere systemen die stuurden met stuurvinnen is SSB een veel nauwkeurigere methode om een raket tijdens de vlucht te besturen. Dit systeem van SSB is later overgenomen door andere raketontwerpen, zoals de Russische 9M14 Malyutka (AT-3 Sagger), de Euromissile HOT en de MILAN.

## Gebruik
Frankrijk

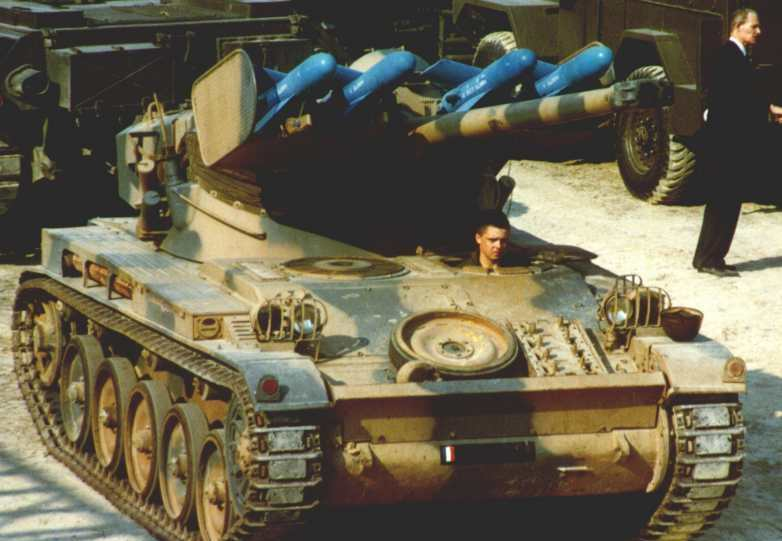
AMX 13 lichte tank uitgerust met vier SS.11. antitankraketten

De SS.11 werd in 1956 voor het eerst tijdens gevechtsacties ingezet door de Franse luchtmacht tijdens Algerijnse Oorlog, toen ze werd afgevuurd door een Dassault MD 311 transportvliegtuig, om versterkte grotten aan te vallen die in steile bergkloven lagen. Het bleek buitengewoon succesvol en werd standaard op andere Franse MD 311's.
De Fransen plaatsten de raket ook op voertuigen zoals de AMX 13-tank, de Panhard AML pantserwagen en de 2,5t 4x4 VLRM vrachtwagen.
Duitsland
In de Duitse strijdkrachten waren de Raketenjagdpanzer 1 en de Raketenjagdpanzer 2 uitgerust met SS.11 geleide raketten. Deze werd begin jaren ‘80 vervangen door de draadgeleide BGM-71 TOW en HOT.
Verenigde Staten
De Verenigde Staten kochten het systeem en noemden het MGM-21 en AGM-22. Ze gebruikten de AGM-22 vanaf Bell UH-1 helikopters tijdens de Vietnamoorlog. In 1976 werd het wapensysteem bij de Amerikaanse strijdkrachten vervangen door het eveneens draadgeleide BGM-71 TOW.

## Gebruikers
| - Abu Dhabi - Argentinië - Bahrein - België - Brazilië - Brunei - Canada - Denemarken - Duitsland - Ethiopië - Finland - Frankrijk - Griekenland | - India - Irak - Israël - Italië - Ivoorkust - Libanon - Libië - Maleisië - Noorwegen - Oeganda - Peru - Portugal | - Saoedi-Arabië - Senegal - Syrië - Spanje - Tunesië - Verenigd Koninkrijk - Verenigde Staten - Venezuela - Zuid-Afrika - Zweden - Zwitserland |

## Foto’s

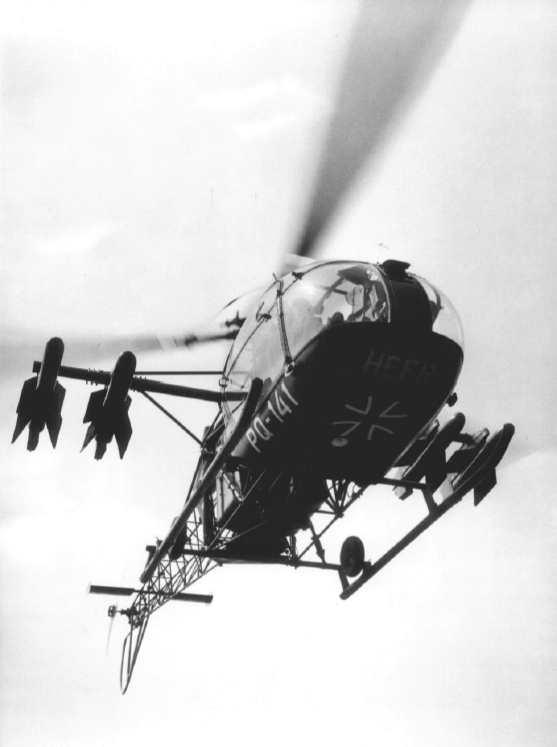
Alouette II van de West-Duitse Heeresflieger met vier SS.11’s (1960)
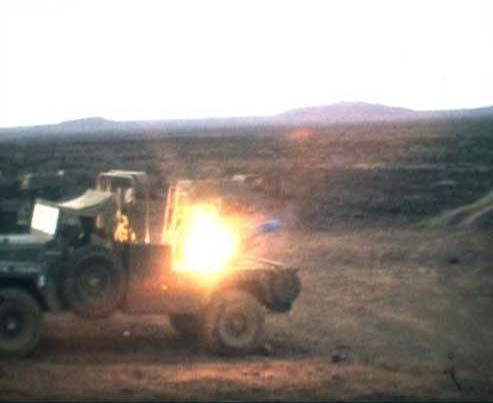
Lancering vanuit een van de vijf ACMAT VLRA SS.11 voertuigen van het 5e RIAOM in Goubad (30 km ten zuidwesten van Djibouti) (1971)
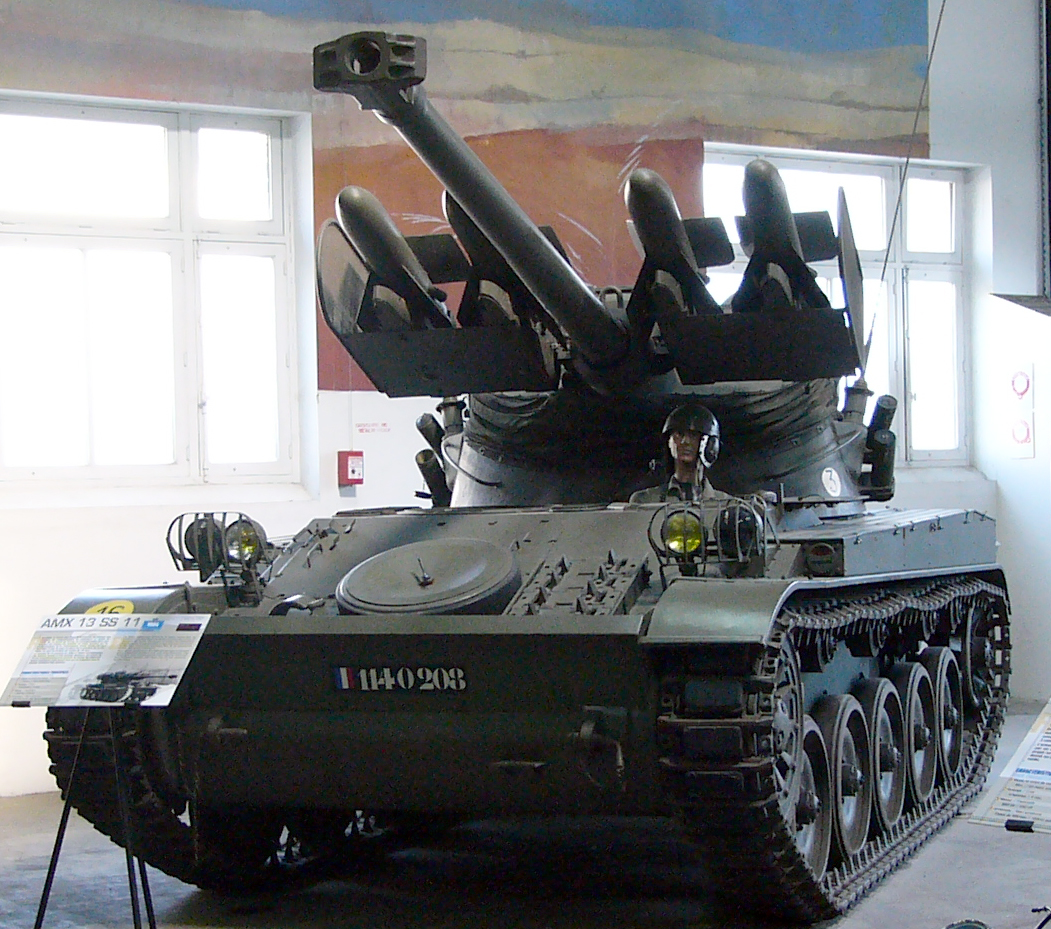
AMX 13 uitgerust met vier SS.11’s in het Musée des Blindés te Saumur
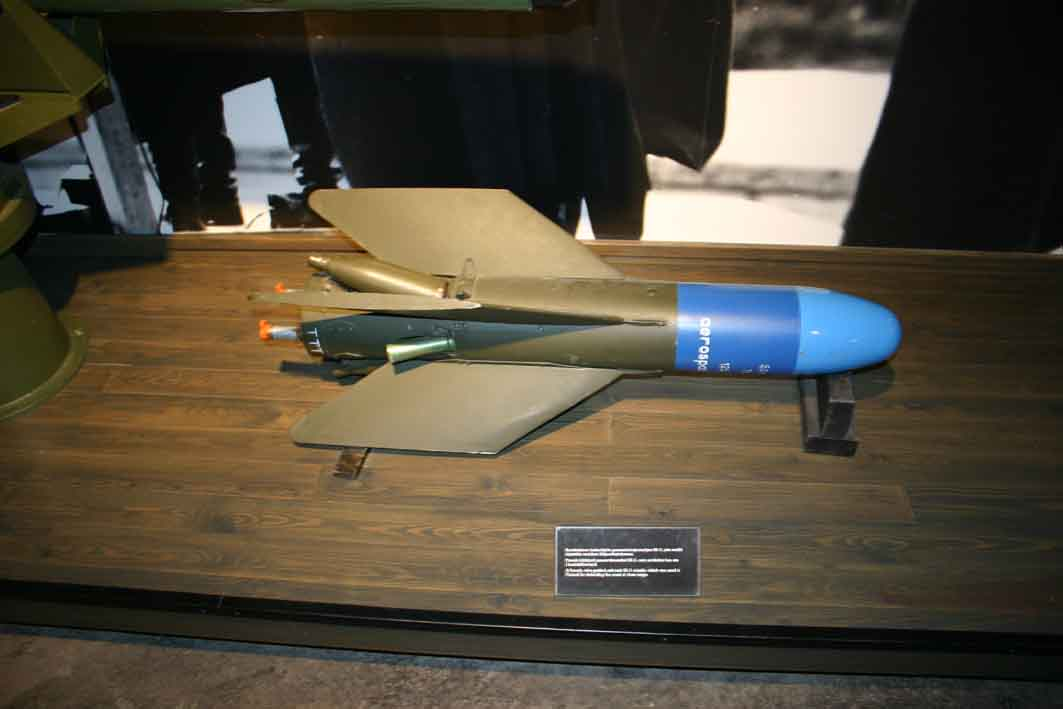
SS.11 in een museum